# Christoph Cech
Pour les articles homonymes, voir Cech.
Christoph Cech, né le 29 juin 1960 à Vienne (Autriche), est un pianiste, compositeur, chef d'orchestre et professeur autrichien.